# Palaeorhiza sculpturalis
Palaeorhiza sculpturalis är en biart som beskrevs av Hirashima 1978. Palaeorhiza sculpturalis ingår i släktet Palaeorhiza och familjen korttungebin. Inga underarter finns listade i Catalogue of Life.